# Данило Тирк
Данило Тирк (словен. Danilo Türk), рођен у Марибору, Словенија 19. фебруара 1952. По занимању адвокат и дипломата, изабран је за трећег по реду председника Словеније у новембру 2007. године.

## Дипломатска и академска каријера
Био је први словеначки амбасадор при Уједињеним нацијама од 1992. до 2000, и такође асистент секретара УН за политичке односе од 2000. до 2005. Између осталог, говорио је у Савету безбедности Уједињених нација о Израелско-Палестинском сукобу. Професор је међународног права на правном факултету Универзитета у Љубљани као и декан за студентска питања.

## Председник Словеније
Кандидовао се на изборима за председника Словеније 2007. У првом кругу председничких избора 21. октобра освојио је 24,54% гласова, док је његов противник Лојзе Петерле освојио 28,50% гласова. Обојица су прошла у други круг председничких избора 11. новембра, где је однео убедљиву победу са укупно 68,26% гласова. Тиме је постао трећи председник Словеније заменивши Јанеза Дрновшека. На изборима 2012. године изгубио је од Борута Пахора у другом кругу.